# Automatic Digital Network

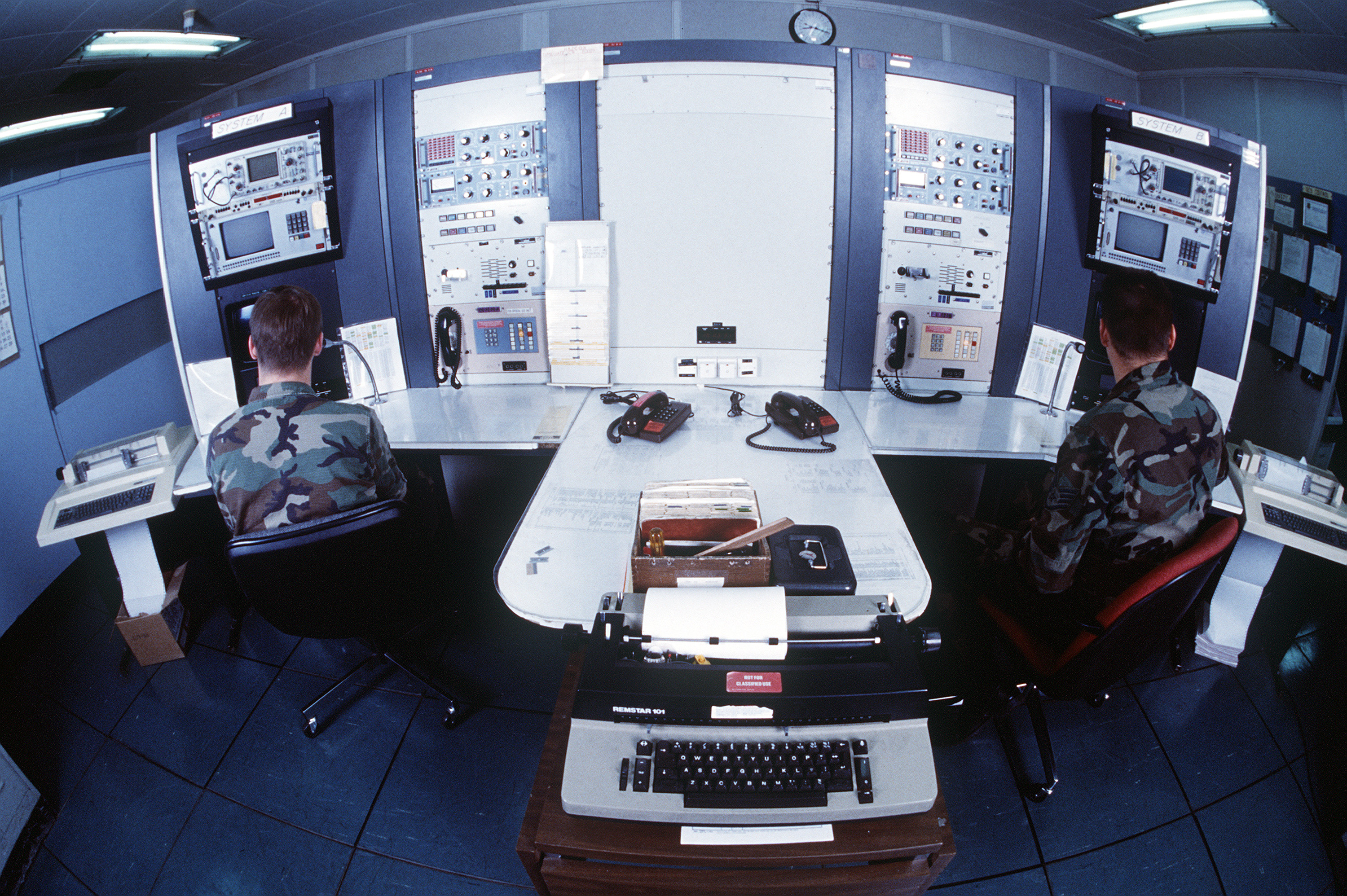
Automatic Digital Network (AUTODIN), 1989

Das Automatic Digital Network System (AUTODIN oder ADNS) war ein Datenübertragungssystem des US-Verteidigungsministeriums. AUTODIN bestand aus einer großen Menge an „AUTODIN Switching Centers“ (ASCs, dt. AUTODIN Vermittlungsstellen), welche sowohl über das Staatsgebiet der Vereinigten Staaten verteilt waren, als auch in anderen Ländern wie Großbritannien und Japan installiert wurden.
Das System wurde ursprünglich unter dem Namen „ComLogNet“ entworfen; die Arbeiten hierzu begannen 1958 durch ein Konsortium aus Western Union, RCA und IBM. Der Auftraggeber dieses Projekts war die US Air Force, welche hiermit die Rentabilität und Geschwindigkeit der Logistik für Raketenteile zwischen fünf Logistikzentren und ca. 350 Raketenbasen und Lieferanten verbessern wollte. Die offizielle Auftragsvergabe erfolgte 1959 an Western Union als Hauptauftragnehmer und Systemintegrator. An RCA erging der Auftrag, 5 Computer für Vermittlungsstellen zu bauen und IBM sollte Terminals mit der Unterstützung für IBM-Lochkarten und Telex bauen. Die erste Vermittlungsstelle ging 1962 in Betrieb. Während der Implementierung wurde durch die US-Regierung festgestellt, dass sich das System für die ganzen Streitkräfte nutzen ließe und es wurde der Defense Communications Agency (DCA, heute Defense Informations Systems Agency (DISA)) unterstellt, welche es in „AUTODIN“ umbenannte. 1962 schrieb die Regierung einen Ausbau des Systems um 9 Vermittlungsstellen aus, welches von Philco-Ford gewonnen wurde. Die Entwicklung startete 1966. Am 22. März 1968 ging das Autodin Multimedia Terminal in Europa auf der Ramstein Air Base in Betrieb. Das System verband mehr als 300 Air Force Basen, Materiallager, Depots und andere berechtigte Behörden in einem einzigen Kommunikationsnetz. Im Jahr 1982 wurde ein Nachfolgeprojekt, das „AUTODIN II“ abgebrochen, um stattdessen unter Nutzung der ARPANET-Technologie das Defense Data Network aufzubauen.
Die AUTODIN-Vermittlungsstellen wurden durch verschiedene Hardware/Software-Kombinationen ersetzt. Hier zwei Beispiele:
- Ein Programm namens NOVA um Verbindungen zu schalten und Nachrichten zu routen.[2] Das System wurde für eine Geschwindigkeit von 2400 Baud entwickelt, es waren aber auch Verbindungen bis 9600 Baud möglich. Die Übertragungsrate konnte bis auf 15 Baud abgesenkt werden, wenn die Verbindung dies erforderte.
- Eine Serie von Hardware/Software-Systemen mit der Bezeichnung „DABS“ (DoDIIS Autodin Bypass System), welche die Übermittlung von Nachrichten über serielle Verbindungen mit bis zu 9600 Baud sowie TCP/IP-Verbindungen über Ethernet erlaubte; bei letzterem wurde die Verbindungsgeschwindigkeit einzig durch die zur Verfügung stehende Bandbreite eingeschränkt.

Die Vermittlungsstellen in den USA wurden von Western Union betrieben. Das Unternehmen unterhielt selbst ähnliche Einrichtungen zur Übermittlung von Telegrammen. Außerhalb der USA erfolgte der Betrieb durch das Verteidigungsministerium.
Am Anfang des 21. Jahrhunderts wurden die AUTODIN-Vermittlungsstellen bis auf eine abgeschaltet. Dies geschah mit der Absicht, die Übertragung gesicherter Nachrichten in das Defense Message System zu verlagern.